# ناحیه آرتس (لس آنجلس)
ناحیه آرتس (به انگلیسی: Arts District) یک منطقهٔ مسکونی در ایالات متحده آمریکا است که در لبه شرقی مرکز شهر لس آنجلس واقع شده‌است. مرزهای این منطقه شهری عبارتند از: خیابان آلامدا در غرب که با توکیو کوچک، خیابان اول در شمال، رودخانه لس آنجلس در شرق و خیابان ویولت در جنوب هم‌مرز هستند. این منطقه که عمدتاً از ساختمان‌های صنعتی مربوط به اوایل قرن بیستم تشکیل شده‌است، اخیراً احیا گردیده و صحنه خیابان‌های آن به آرامی در اوایل قرن بیست و یکم توسعه پیدا کرد. گالری‌های هنری جدید، شناخت این منطقه را در مرکز شهر، که به‌خاطر موزه‌های هنری‌اش معروف است، افزایش داده‌اند.